# Liu Jindong
Liu Jindong (en chino tradicional, 劉金東; en chino simplificado, 刘金东; pinyin, Líu Jīndōng; Qingdao, 9 de diciembre de 1981) es un exfutbolista chino. Se desempeñó como defensa y centrocampista. Fue capitán del Shandong Luneng Taishan. 

## Clubes
| Club                    | País  | Año         | Partidos | Goles |
| Shandong Luneng Taishan | China | 2000 - 2014 | 227      | 4     |

## Palmarés

### Campeonatos nacionales
- Shandong Luneng Taishan
  - Super Liga China: 2006, 2008, 2010
  - Copa de China de fútbol: 2004, 2006